# Amr Fahim
Amr Fahim (ar. عمرو فهيم, ur. 4 października 1976 w Kairze) – piłkarz egipski grający na pozycji obrońcy.

## Kariera klubowa
Karierę piłkarską Fahim rozpoczął w Kairze, w tamtejszym klubie Zamalek Sporting Club. W 1996 roku zadebiutował w jego barwach w pierwszej lidze egipskiej. W debiutanckim sezonie wygrał z Zamalekiem rozgrywki Ligi Mistrzów. Z kolei w 1997 roku wygrał zarówno Superpuchar Afryki, jak i Puchar Afro-Azjatycki. W sezonie 1997/1998 grał w Aswan SC, a w 1998 roku wrócił do Zamaleku W 1999 roku zdobył Puchar Egiptu, a w 2000 roku – Puchar Zdobywców Pucharów. W 2001 roku wywalczył swoje jedyne z Zamalekiem mistrzostwo kraju.
Latem 2001 roku Fahim przeszedł z Zamaleku Kair do Ismaily SC. Zawodnikiem Ismaily był do końca 2004 roku. Rok wcześniej wystąpił z tym klubem w finałowym dwumeczu Ligi Mistrzów z Enyimbą FC (0:2, 1:0). W latach 2004–2013 grał w ENPPI Club, a w sezonie 2013/2014 – w El-Entag El-Harby SC.

## Kariera reprezentacyjna
W reprezentacji Egiptu Fahim zadebiutował 29 września 1998 roku w zremisowanym 2:2 towarzyskim spotkaniu z Macedonią. W 1998 roku był w kadrze Egiptu na Puchar Narodów Afryki 1998, który Egipcjanie wygrali. Sam zawodnik nie rozegrał na tym turnieju żadnego spotkania. W 2002 roku wystąpił w 4 meczach Pucharu Narodów Afryki 2002: z Senegalem (0:1), z Tunezją (1:0), z Zambią (2:1) i ćwierćfinale z Kamerunem (0:1). W 2004 roku podczas Pucharu Narodów Afryki 2004, podobnie jak 6 lat wcześniej, był rezerwowym i nie zagrał w żadnym spotkaniu. Od 1998 do 2004 roku rozegrał w kadrze narodowej 17 spotkań.